# Dougie Baldwin
Dougie Baldwin (Melbourne, 13 novembre 1996) è un attore australiano, famoso per aver interpretato il ruolo di Felix Ferne nella serie televisiva Nowhere Boys.

## Filmografia

### Attore
- The Turning (2013)
- Finding Kate (2014) Serie TV
- Nowhere Boys (Nowhere Boys) (2013-2015) Serie TV
- What Goes Around Comes Around (2016) Film TV
- Nowhere Boys: The Book of Shadows (2016)
- Feedback, nell'episodio "Booze" (2016)
- Upper Middle Bogan (2013-2016) Serie TV
- Disjointed (2017) Serie TV
- Georgie & Mandy's First Marriage (2024) Serie TV

### Doppiatore
- Nowhere Boys: The 5th Boy (2013) videogioco